# Золотая малина (премия, 2015)
35-я церемония объявления лауреатов премии «Золотая малина» за сомнительные заслуги в области кинематографа за 2014 год состоялась 21 февраля 2015 года (за сутки до вручения наград премии «Оскар») в театре Montalban (Голливуд, Лос-Анджелес, США). Номинанты были объявлены 14 января 2015 (также за сутки до объявления номинантов на «Оскар»).
В этом году добавилась новая категория за «лучшее восстановление репутации» для бывших лауреатов и номинантов «Золотой малины», которые в прошлом году сумели реабилитироваться. В ней фигурируют Бен Аффлек, Дженнифер Энистон, Майк Майерс, Киану Ривз и Кристен Стюарт. Лауреат в этой номинации был выбран аудиторией сайта Rotten Tomatoes.

## Список лауреатов и номинантов
Число наград / общие число номинации
- 4/6: «Спасти Рождество»
- 2/7: «Трансформеры: Эпоха истребления»
- 1/5: «Черепашки-ниндзя»
- 1/2: «Энни»
- 1/2: «Домашнее видео: Только для взрослых»
- 1/1: «Неудержимые 3 / Другая женщина / Дороти из страны Оз / Думай как мужчина 2»

 • Победители выделены отдельным цветом. 
| Категории | Лауреаты и номинанты |
| --- | --- |
| Худший фильм | • Спасти Рождество / Saving Christmas                                                                                       |
| Худший фильм | • Оставленные / Left Behind                                                                                                 |
| Худший фильм | • Геракл: Начало легенды / The Legend of Hercules                                                                           |
| Худший фильм | • Черепашки-ниндзя / Teenage Mutant Ninja Turtles                                                                           |
| Худший фильм | • Трансформеры: Эпоха истребления / Transformers: Age of Extinction                                                         |
| Худшая мужская роль | • Кирк Кэмерон — «Спасти Рождество»                                                                                         |
| Худшая мужская роль | • Николас Кейдж — «Оставленные»                                                                                             |
| Худшая мужская роль | • Келлан Латс — «Геракл: Начало легенды»                                                                                    |
| Худшая мужская роль | • Сет Макфарлейн — «Миллион способов потерять голову»                                                                       |
| Худшая мужская роль | • Адам Сэндлер — «Смешанные»                                                                                                |
| Худшая женская роль | • Камерон Диас — «Другая женщина» и «Домашнее видео: Только для взрослых»                                                   |
| Худшая женская роль | • Дрю Бэрримор — «Смешанные»                                                                                                |
| Худшая женская роль | • Мелисса Маккарти — «Тэмми»                                                                                                |
| Худшая женская роль | • Шарлиз Терон — «Миллион способов потерять голову»                                                                         |
| Худшая женская роль | • Гайя Вайсс — «Геракл: Начало легенды»                                                                                     |
| Худшая мужская роль второго плана | • Келси Грэммер — «Неудержимые 3», «Дороти из страны Оз» (голос), «Думай как мужчина 2» и «Трансформеры: Эпоха истребления» |
| Худшая мужская роль второго плана | • Мел Гибсон — «Неудержимые 3»                                                                                              |
| Худшая мужская роль второго плана | • Шакил О’Нил — «Смешанные»                                                                                                 |
| Худшая мужская роль второго плана | • Арнольд Шварценеггер — «Неудержимые 3»                                                                                    |
| Худшая мужская роль второго плана | • Кифер Сазерленд — «Помпеи»                                                                                                |
| Худшая женская роль второго плана | • Меган Фокс — «Черепашки-ниндзя»                                                                                           |
| Худшая женская роль второго плана | • Камерон Диас — «Энни» |
| Худшая женская роль второго плана | • Никола Пельтц — «Трансформеры: Эпоха истребления»                                                                         |
| Худшая женская роль второго плана | • Сьюзан Сарандон — «Тэмми»                                                                                                 |
| Худшая женская роль второго плана | • Бриджитт Риденур (урождённая Кэмерон) — «Спасти Рождество»                                                                |
| Худший режиссёр | • Майкл Бэй — «Трансформеры: Эпоха истребления»                                                                             |
| Худший режиссёр | • Даррен Доан — «Спасти Рождество»                                                                                          |
| Худший режиссёр | • Ренни Харлин — «Геракл: Начало легенды»                                                                                   |
| Худший режиссёр | • Джонатан Либесман — «Черепашки-ниндзя»                                                                                    |
| Худший режиссёр | • Сет Макфарлейн — «Миллион способов потерять голову»                                                                       |
| Худший сценарий | • Даррен Доан, Честон Херви — «Спасти Рождество»                                                                            |
| Худший сценарий | • Пол Лалонд, Джон Патус — «Оставленные»                                                                                    |
| Худший сценарий | • Кейт Анджело, Джейсон Сигел, Николас Столлер — «Домашнее видео: Только для взрослых»                                      |
| Худший сценарий | • Эрен Крюгер — «Трансформеры: Эпоха истребления»                                                                           |
| Худший сценарий | • Ивэн Догерти, Андре Немец и Джош Аппелбаум — «Черепашки-ниндзя»                                                           |
| Худший ремейк, сиквел или плагиат | • Энни / Annie |
| Худший ремейк, сиквел или плагиат | • Атлант расправил плечи: Часть 3 / Atlas Shrugged: Part III                                                                |
| Худший ремейк, сиквел или плагиат | • Геракл: Начало легенды / The Legend of Hercules                                                                           |
| Худший ремейк, сиквел или плагиат | • Черепашки-ниндзя / Teenage Mutant Ninja Turtles                                                                           |
| Худший ремейк, сиквел или плагиат | • Трансформеры: Эпоха истребления / Transformers: Age of Extinction                                                         |
| Худшая экранная комбинация | • Кирк Кэмерон и его эго — «Спасти Рождество»                                                                               |
| Худшая экранная комбинация | • Любые два робота, актёра (или роботизированных актёра) — «Трансформеры: Эпоха истребления»                                |
| Худшая экранная комбинация | • Камерон Диас и Джейсон Сигел — «Домашнее видео: Только для взрослых»                                                      |
| Худшая экранная комбинация | • Келлан Латс и его мышцы живота, или мышцы груди, или его ягодицы — «Геракл: Начало легенды»                               |
| Худшая экранная комбинация | • Сет Макфарлейн и Шарлиз Терон — «Миллион способов потерять голову»                                                        |
| Приз за восстановление репутации | |
| • Бен Аффлек — лауреат «Малины» за «Джильи», стал режиссёром оскароносной «Операции „Арго“» и сыграл в «Исчезнувшей»                        | |
| • Дженнифер Энистон — четырёхкратный номинант на «Малину», стала номинантом на премию Гильдии киноактёров за «Торт»                         | |
| • Майк Майерс — лауреат «Малины» за «Секс Гуру», стал режиссёром документальной ленты «Supermensch: The Legend of Shep Gordon»              | |
| • Киану Ривз — шестикратный номинант на «Малину», сыграл в «Джоне Уике» и покорил критиков                                                  | |
| • Кристен Стюарт — шестикратный номинант (и один раз лауреат) «Малины» за серию «Сумерки. Сага», снялась в артхаусном хите «Лагерь „X-Ray“» | |